# Alfieriella rabinovitchi
Alfieriella rabinovitchi is een keversoort uit de familie harige schimmelkevers (Cryptophagidae). De wetenschappelijke naam van de soort werd in 1935 gepubliceerd door Wittmer.